# Erste Liga (jégkorong)
Az Erste Liga (korábban a MOL Liga) egy 2008-ban létrehozott nemzetközi jégkorongbajnokság, közép-európai, többnyire magyar, osztrák és romániai csapatok részvételével. Alapításakor a főtámogató MOL cégről kapta a nevét. A bajnokság ezen a néven 2017-ben megszűnt és Erste Liga néven folytatódott tovább. Főtámogatója azóta az Erste Bank.
A magyar csapatokat az országos bajnokságban az Erste Liga helyezésük alapján rangsorolják. A román csapatok saját bajnokságukban külön is megmérkőznek. 2017-2019-ig Ausztriából az Osztrák jégkorongliga-résztvevő Vienna Capitals a fiatalokra épülő második csapatával vett részt, csakúgy, mint a Fehérvár AV19. A 2012-2013-as szezontól kezdődően a legjobb helyezést elérő magyarországi csapat részt vehet a Kontinentális Kupa következő szezonjában.
A 2023–2024-es szezonban az alapszakaszt a Ferencvárosi TC nyerte, a rájátszában a Corona Brașov csapata győzött.

## Története
2008-ban szponzori együttműködést alakított ki a MOL-csoport a magyar és a romániai jégkorongszövetségekkel. Az együttműködés eredményeképpen a két ország első osztályú csapatai MOL Liga néven közös bajnokságban szerepelnek, melynek keretén belül bonyolítják le a nemzeti bajnokságok alapszakaszát is. Jelenleg az OB I. bajnokságba számítanak bele a magyar székhelyű csapatok MOL Ligában egymás ellen játszott eredményei, és a román országos bajnokságba a romániai csapatoké. A légiós játékosok számát csapatonként hat főben korlátozták. 
A 2008–2009-es szezonban 10 csapat szerepelt, csapatonként 36 mérkőzést játszottak. A rájátszást az erdélyi HC Csíkszereda nyerte meg, miután a döntőben 3–0-s összesítéssel jutott túl városi riválisán, a Sportclubon.
A 2009–2010-es szezonra a bajnokság 7 csapatra szűkült. Pénzügyi és egyéb okok miatt négy csapat lépett vissza (a HC Csíkszereda, a Steaua, a Progym és az Alba Volán), helyettük egyetlen új csapat, az SCM Brassó érkezett. A második szezont a Vasas Stars nyerte az Újpesti TE csapatát 3–1-es összesítésben legyőzve.
A 2010–2011-es szezonban 9 csapat vett részt, visszatért a bajnokságba a Steaua București és a Fehérvár csapata. A rájátszás döntőjében a HSC Csíkszereda nyert a DAB. Docler csapatát 3–1-es összesítésben legyőzve.
A 2011–2012-es szezonban 8 csapat vett részt, a Vasas HC visszalépett a bajnokságtól. A rájátszás döntőjében a Dunaújvárosi Acélbikák nyert a Miskolci JJSE  csapatát 4–0-ás összesítésben legyőzve.
A 2012–13-as szezonban 7 csapat vett részt, először szerepelt szlovák csapat a bajnokságban az Ice Tigers Nové Zámky csatlakozásával. A Steaua Rangers és a SAPA AV19 Székesfehérvár II visszalépett a bajnokságtól. A rájátszás döntőjében a DAB-Docler nyert a HSC Csíkszereda  csapatát 4–2-es összesítésben legyőzve.
A 2013–2014-es szezonban 7 csapat vett részt, a rájátszás döntőjében a HC Nové Zámky nyert a Corona Brasov Wolves csapatát 4–2-es összesítésben legyőzve.
A 2014–2015-ös szezonban 8 csapat vett részt, az újonnan csatlakozó csapat a Debreceni Hoki Klub volt. A rájátszás döntőjében a Miskolci Jegesmedvék nyert a HC Nové Zámky csapatát 4–0-ás összesítésben legyőzve.
A 2015–2016-os szezonban 9 csapat vett részt, a HC Nové Zámky csapata visszalépett a bajnokságtól, a MAC Budapest és az Alba Volán Székesfehérvár csatlakozott. A rájátszás döntőjében a DVTK Jegesmedvék nyert a MAC Budapest  csapatát 4–0-ás összesítésben legyőzve.
A 2016–2017-es szezonban 11 csapat vett részt, a román CSM Dunărea Galați csapata és a szerb HK Beograd csatlakozott a ligához. A rájátszás döntőjében a DVTK Jegesmedvék nyert a MAC Budapest  csapatát 4–1-es összesítésben legyőzve.
2017–2018-as szezonban 9 csapat vett részt, a CSM Dunărea Galați, a HK Beograd és a Debreceni Hoki Klub csapata visszalépett a bajnokságtól, a Vienna Capitals betétcsapata Vienna Capitals II néven csatlakozott a ligához. 2017. július 12-én nyilvánosságra került, hogy a Liga és a MOL az évente lejáró szerződését nem hosszabbítja meg. A bajnokság új szponzora az Erste Bank lett, a neve pedig Erste Ligára változott. A rájátszás döntőjében a MAC Budapest nyert a DVTK Jegesmedvék csapatát 4–1-es összesítésben legyőzve.
A 2018–19-es szezont megelőzően a DVTK Jegesmedvék és a MAC Újbuda a szlovák Extraligába nevezett, míg az Erste Liga mezőnyéhez négy újonc, a Debreceni EAC, a Gyergyói HK, a Kanadai Magyar Hokiklub és a Vasas HC csatlakozott, így a csapatok száma 11-re nőtt. A rájátszás döntőjében a Ferencvárosi TC nyert a Csíkszeredai Sport Club csapatát 4–1-es összesítésben legyőzve.
A 2019-20-as szezonra a résztvevők létszáma 10-re csökkent, a Vienna Capitals II hagyta el az Erste Ligát. 2020. március 11-én a koronavírus-járvány miatt a rájátszást félbeszakították. A Ferencvárost és a Csíkszeredát a 2019–2020-as Erste Liga győztesének, a Gyergyói HK-t és az UTE-t bronzérmesnek nyílvánították.
A 2020–2021-es szezonban a MAC-HKB Újbuda visszatért bajnokságba, a Hokiklub Budapest visszalépett a bajnokságtól. A rájátszás döntőjében a HSC Csíkszereda nyert a CSM Corona Brașov csapatát 4–2-es összesítésben legyőzve.
A 2021–2022-es szezonban 11 csapat vett részt, a DVTK Jegesmedvék visszatért a ligába, a Vasas HC Győrbe tette át a székhelyét, és Győri ETO HC néven szerepelt a szezonban. A rájátszás döntőjében a SC Csíkszereda nyert a Ferencvárosi TC csapatát 4–1-es összesítésben legyőzve.
A 2022–2023-as szezonban 10 csapat vett részt, a Győri ETO HC csapata pénzügyi gondok miatt visszalépett a ligából. A rájátszás döntőjében a Gyergyói HK nyert a Ferencvárosi TC csapatát 4–3-as összesítésben legyőzve.
A 2023–2024-es szezonban a rájátszás döntőjében a Corona Brașov nyert a Ferencvárosi TC csapatát 4–0-ás összesítésben legyőzve.
A 2024–2025-ös szezonban a rájátszás döntőjében a Gyegyói Hoki Klub nyert az SC Csíkszereda csapatát 4–2-es összesítésben legyőzve.

## Lebonyolítás
A lebonyolítási rend a 2012–13-as idényben a következő volt:
A szeptember 7-től február 25-ig tartó alapszakaszban négy oda-vissza kört játszanak a csapatok (mindenkinek 48 meccs), és az első négy jut a rájátszásba. A rájátszás az elődöntőkkel startol. Az 1. helyen bejutó csapat ellenfelet választhat az elődöntőre további három csapatból; a maradék két csapat értelemszerűen egymás ellen játszik. Az elődöntők az egyik fél harmadik győzelméig, a döntő pedig a negyedikig folyik. Így a bajnokság legkésőbb március 26-ig tart.
A lebonyolítási rend a 2016–17-es idényben a következő volt:
A szeptember 9-től február 5-ig tartó alapszakaszban két oda-vissza kört játszanak a csapatok (mindenkinek 40 meccs), és az első nyolc jut a rájátszásba. A playoff a negyeddöntőkkel startol. Az első három helyen bejutó csapatok ellenfelet választhat magának a negyeddöntőre az alapszakasz 5–8. helyezettei közül. Az alapszakasz alapján a legmagasabban rangsorolt továbbjutó csapat választhat magának ellenfelet az elődöntőre a még bejutott három másik csapat közül. Az negyeddöntők, az elődöntők és a döntők is az egyik fél negyedik győzelméig folyik. A bajnokság legfeljebb március 26-ig tart.
A lebonyolítási rend a 2017–18-as idénytől a következő volt 2020-21-ig:
Az alapszakaszban a részt vevő csapatok két fordulós rendszerben mérkőznek meg, oda-vissza vágós alapon. Az alapszakaszt követően alsó- és felsőházra oszlik a bajnokság. A felsőház tagjai biztos résztvevői lesznek a rájátszásnak. Az alsóház tagjai közül a nyolcadik helyezett után következő csapatok számára a bajnokság a középszakasz végén befejeződik. A középszakasz felsőházának első három helyezettje ellenfelet választhat magának, a párharcok négy győzelemig tartanak egyenes kieséses rendszerben.
A lebonyolítási rend a 2021–22-as idénytől a következő:
Az alapszakaszban a részt vevő csapatok két fordulós rendszerben mérkőznek meg, oda-vissza vágós alapon. Az alapszakasz első hat helyezettje közvetlenül a rájátszásba jut, a 7-10. helyen végzett csapatok "mini rájátszást" játszanak az utolsó playoff helyért, 3 győzelemig tartó párharcokban. A rájátszásban az alapszakasz helyezései alapján ellenfélválasztás következik, a párharcok négy győzelemig tartanak.

## Tévéközvetítés
A 2012–13-as szezonban a tévéközvetítési jogok a Digi Sport csatornánál voltak, de csak egyes mérkőzéseket közvetítettek. Emellett esetenként internetes közvetítések is folytak.
A 2016–17-es szezontól az M4 vette meg a közvetítési jogokat, de sokszor előfordul az is, hogy a helyi televíziók is közvetítenek mind a tv-csatornájukon és a honlapjukon keresztül.
A 2018-19 és 2019-20-as szezon folyamán az M4 közvetített általában hétfő esti mérkőzéseket, illetve a találkozók többségét a YouTube-on lehet élő streamen követni.
2021-22-ben az M4 Sport és az M4 Sport+ közvetít mérkőzéseket a bajnokságból.

## Résztvevők

### Jelenlegi csapatok
A 2025-26-os szezonban részt vevő csapatok:
| Csapat                 | Város              | Jégcsarnok                     | Férőhely | Alapítás | Belépés |
| ---------------------- | ------------------ | ------------------------------ | -------- | -------- | ------- |
| Budapest JAHC          | Budapest           | Vasas Jégcentrum               | 1500     | 1993     | 2015–16 |
| Corona Brașov          | Brassó             | Patinoarul Olimpic Brașov      | 1604     | 2007     | 2009–10 |
| Debreceni EAC          | Debrecen           | Debreceni Jégcsarnok           | 600      | 1919     | 2018–19 |
| Dunaújvárosi Acélbikák | Dunaújváros        | Dunaújvárosi Jégcsarnok        | 4500     | 1974     | 2008–09 |
| DVTK Jegesmedvék       | Miskolc            | Miskolci Jégcsarnok            | 2200     | 1994     | 2008–09 |
| FEHA19                 | Székesfehérvár     | Ifjabb Ocskay Gábor Jégcsarnok | 3600     | 2008     | 2008–09 |
| Gyergyói Hoki Klub     | Gyergyószentmiklós | Gyergyószentmiklósi Műjégpálya | 1000     | 1949     | 2018–19 |
| Sport Club Csíkszereda | Csíkszereda        | Vákár Lajos Műjégpálya         | 3500     | 1929     | 2008–09 |
| Újpesti TE             | Budapest           | Megyeri úti Jégcsarnok         | 2000     | 1955     | 2008–09 |

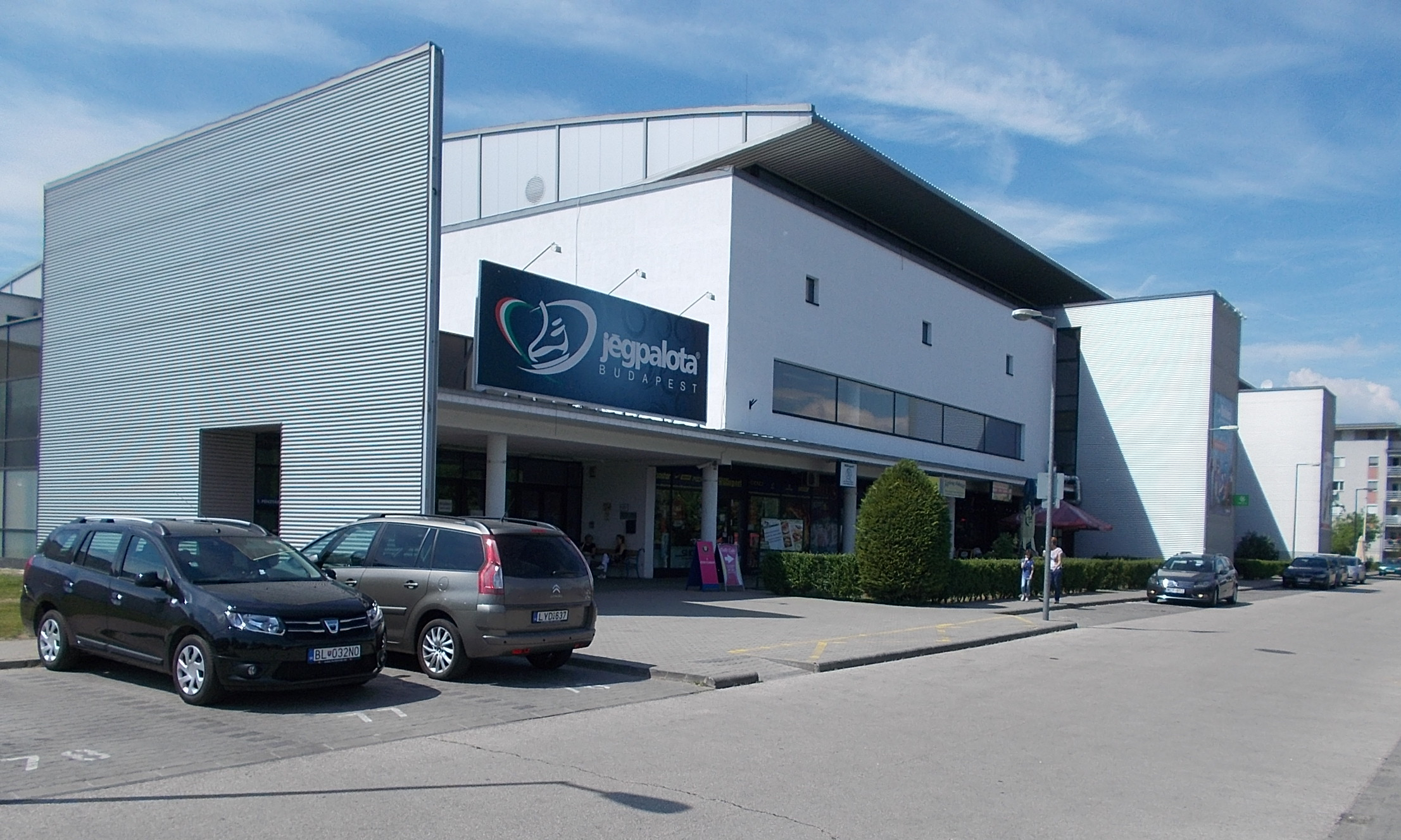
A budapesti Vasas Jégcentrum
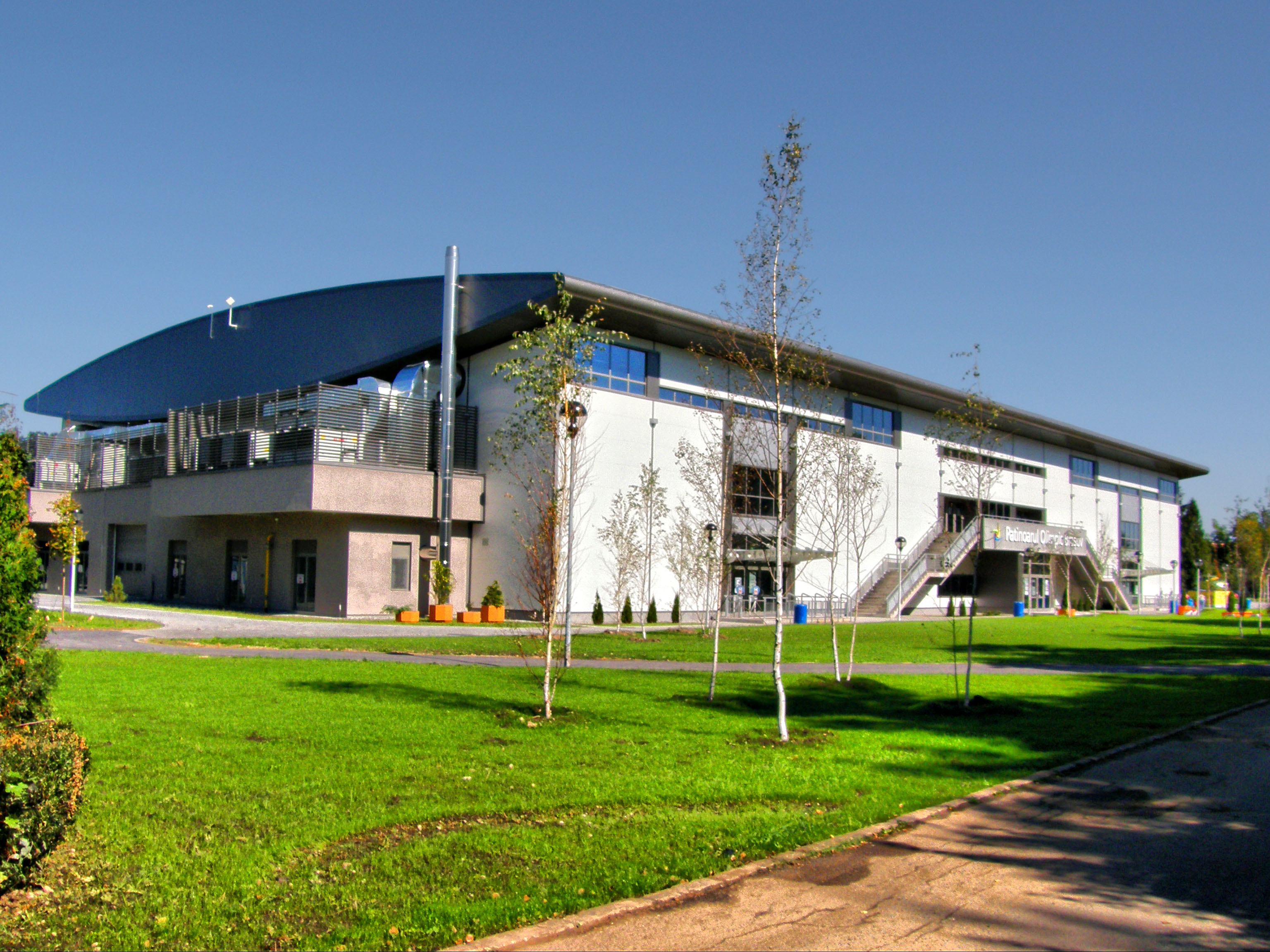
A brassói Patinoarul Olimpic
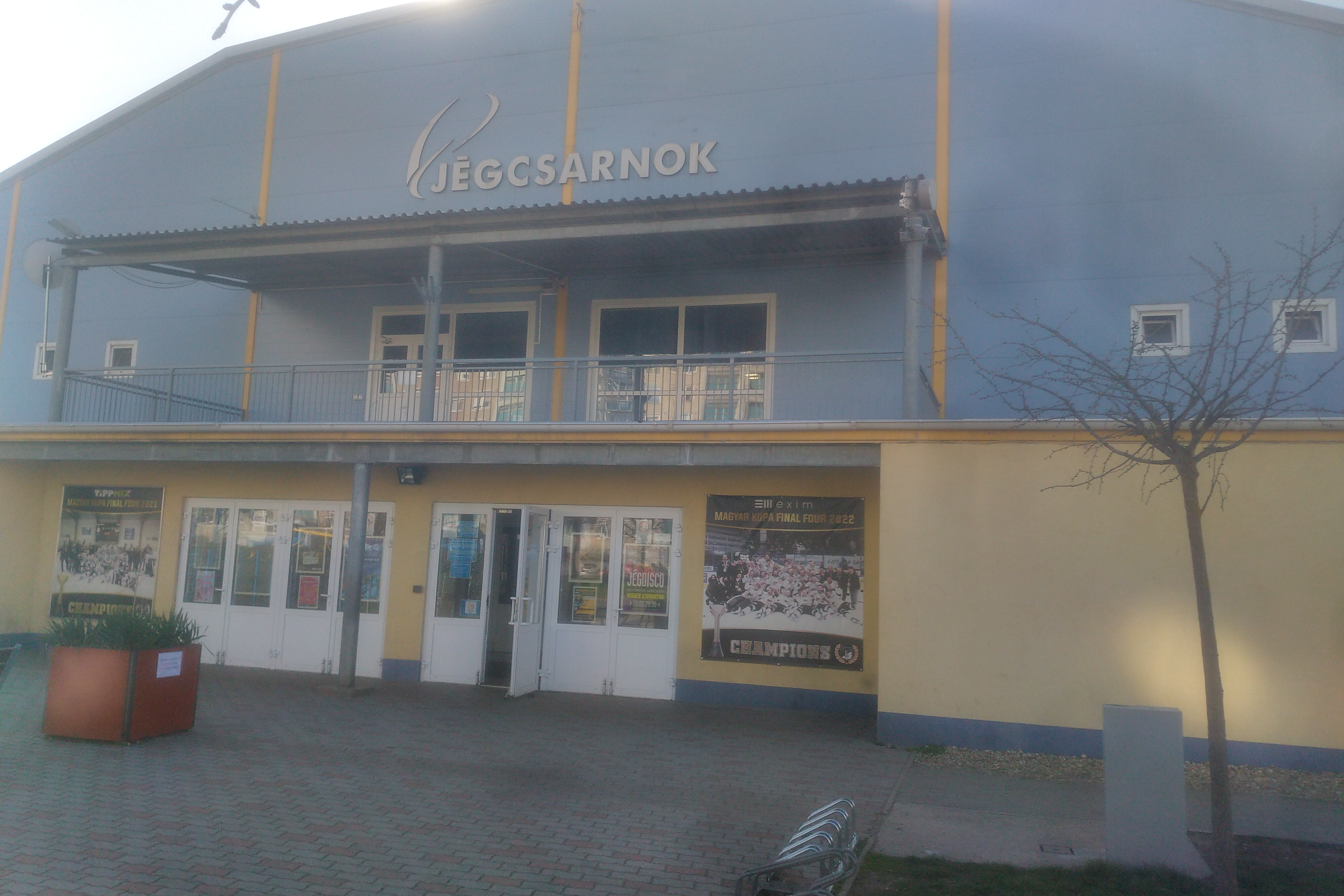
Debreceni Jégcsarnok
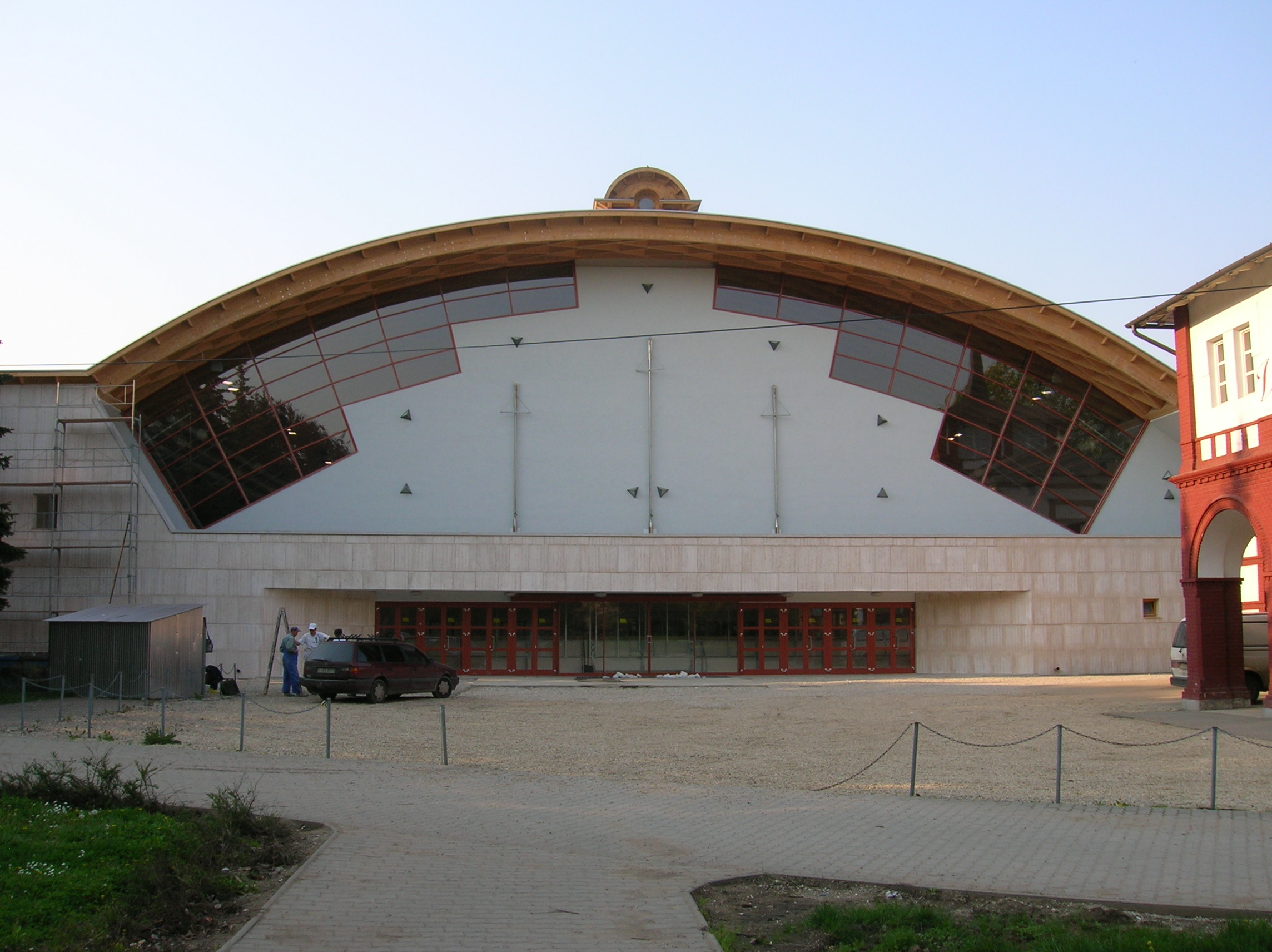
A Miskolci Jégcsarnok
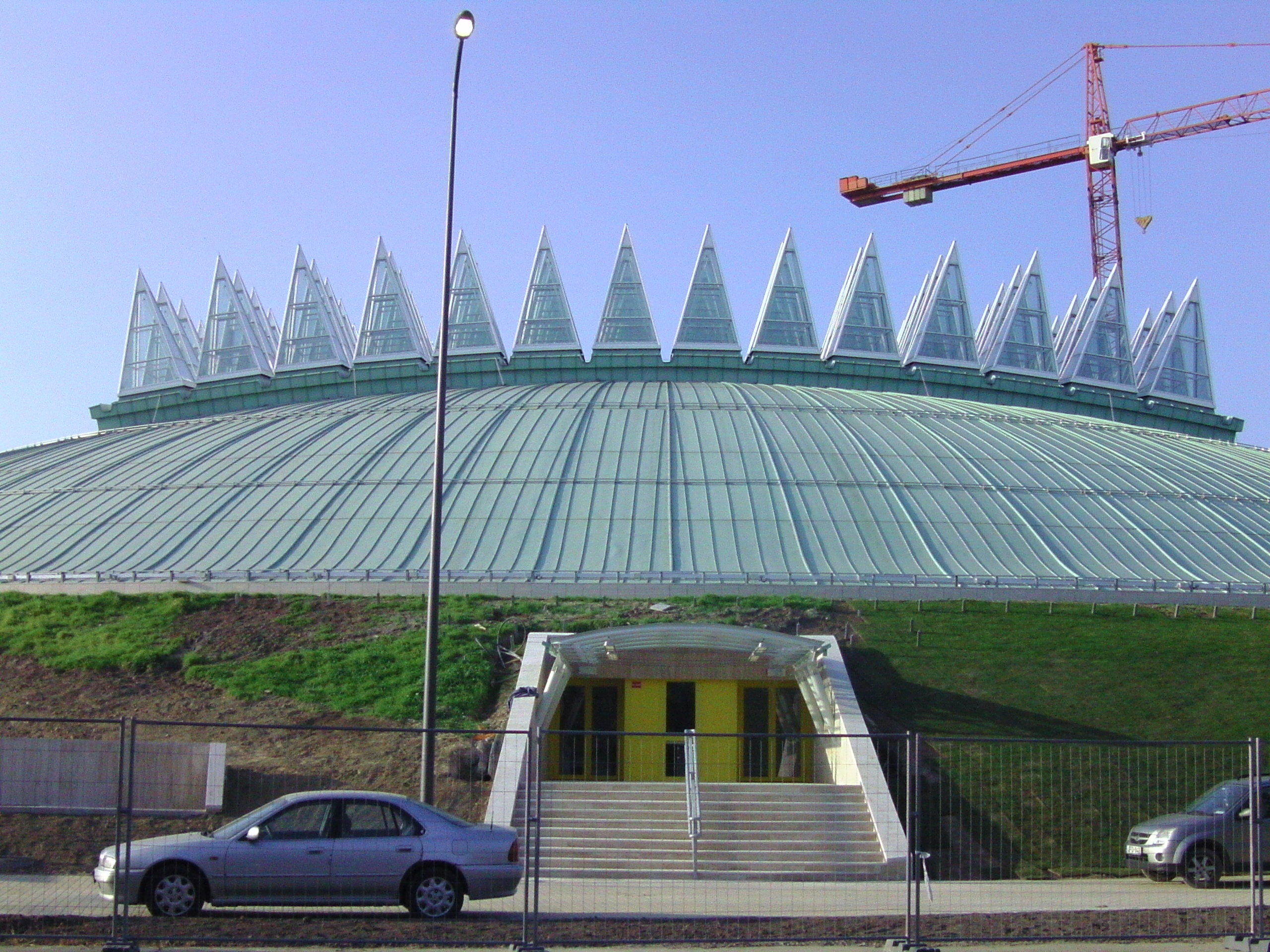
A budapesti Tüskecsarnok
A csíkszeredai Vákár Lajos Műjégpálya
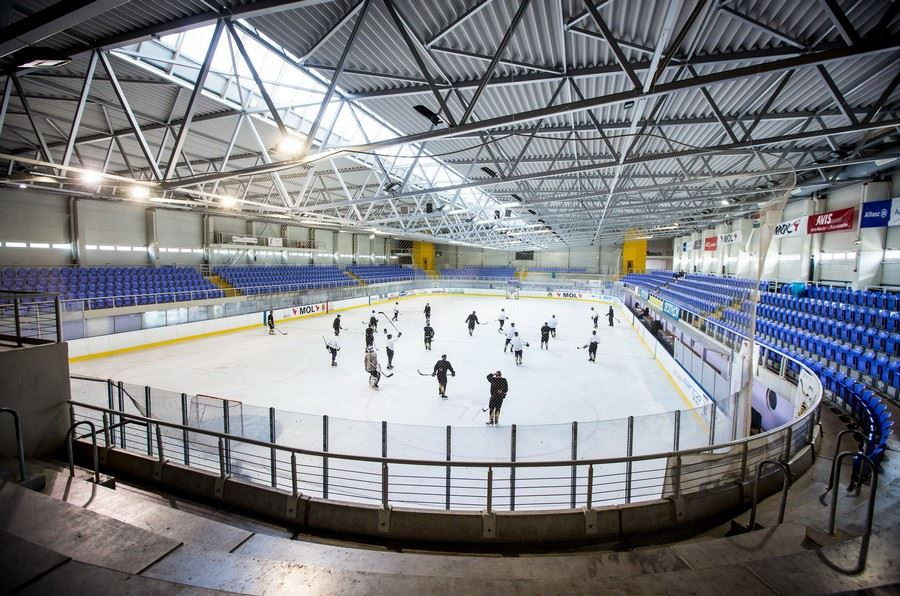
Az újpesti Megyeri úti jégcsarnok

### Korábbi csapatok
| Csapat                    | Város              | Jégcsarnok                     | Férőhely | Alapítás | Belépés | Kilépés |
| ------------------------- | ------------------ | ------------------------------ | -------- | -------- | ------- | ------- |
| Budapest Stars (Vasas)    | Budapest           | Budapesti Jégpalota            | 2000     | 2001     | 2008–09 | 2010–11 |
| Debreceni HK              | Debrecen           | Debreceni Jégcsarnok           | 600      | 1989     | 2014–15 | 2016–17 |
| Dunărea Galați            | Galați             | Galați korcsolyapálya          | 5000     | 1932     | 2016–17 | 2016–17 |
| Győri ETO                 | Győr               | Nemak Jégcsarnok               | 1100     | 2020     | 2021-22 | 2021-22 |
| HC Csíkszereda            | Csíkszereda        | Vákár Lajos Műjégpálya         | 3500     | 2002     | 2008–09 | 2008–09 |
| HC Nové Zámky             | Érsekújvár         | Érsekújvári Téli Stadion       | 3500     | 1965     | 2012–13 | 2014–15 |
| HK Beograd                | Belgrád            | Pionir Jégcsarnok              | 2000     | 2016     | 2016–17 | 2016–17 |
| Hokiklub Budapest         | Budapest           | Tüskecsarnok                   | 2540     |          | 2018–19 | 2018-19 |
| Progym Gyergyószentmiklós | Gyergyószentmiklós | Gyergyószentmiklósi Műjégpálya | 1000     | 1949     | 2008–09 | 2008–09 |
| Steaua Rangers            | Bukarest           | Patinoarul Mihai Flamaropol    | 8000     | 1951     | 2008–09 | 2011–12 |
| Vienna Capitals (II.)     | Bécs               | Albert Schultz Eishalle        | 7022     | 2001     | 2017–18 | 2018-19 |
| Ferencvárosi TC           | Budapest           | Tüskecsarnok                   | 2540     | 1928     | 2008–09 | 2024–25 |

### Rivalizálások

#### Ferencvárosi TC - Újpesti TE
A ferencvárosi és újpesti klub a két leghosszabb ideig a magyar bajnokságban játszó jégkorongcsapat. A klubok közötti rivalizálást a még hosszabb múltra visszatekintő Ferencváros–Újpest-rangadó erősítette meg, ami a magyar labdarúgás legnagyobb versengése.

#### Sport Club Csíkszereda - Gyergyói Hoki Klub
A csíkszeredai és gyergyószentmiklósi klub közötti rivalizálást gyakran székely rangadóként is nevezik, mert a bajnokságban ez a két csapat képviseli Székelyföldet.

#### DVTK Jegesmedvék - DEAC
A miskolci DVTK Jegesmedvék és a debreceni DEAC közötti rivalizálást keleti rangadóként is nevezik, mert ez a két csapat képviseli Magyarország keleti részét.

#### Dunaújvárosi Acélbikák - FEHA19
A dunaújvárosi és a székesfehérvári csapat közötti rivalizálást megyei rangadóként nevezik, mivel mindkét csapat székhelye Fejér megyében található.

## Bajnokok
| Szezon  | Győztes                    | Döntő (a párharc végeredménye) | Döntős               | Alapszakasz győztese             |
| ------- | -------------------------- | ------------------------------ | -------------------- | -------------------------------- |
| 2008–09 | HC Csíkszereda             | 3-0                            | SC Csíkszereda       | HC Csíkszereda (91 pont)         |
| 2009–10 | Budapest Stars             | 3-1                            | Újpesti TE           | Dunaújvárosi Acélbikák (66 pont) |
| 2010–11 | HSC Csíkszereda            | 4-1                            | DAB-Docler           | HSC Csíkszereda (72 pont)        |
| 2011–12 | DAB-Docler                 | 4-0                            | Miskolci JJSE        | HSC Csíkszereda (83 pont)        |
| 2012–13 | DAB-Docler                 | 4-2                            | HSC Csíkszereda      | DAB-Docler (106 pont)            |
| 2013–14 | HC Micron Nové Zámky       | 4-2                            | ASC Corona Brașov    | Dab.Docler (97 pont)             |
| 2014–15 | Miskolci Jegesmedvék       | 4-0                            | HC Micron Nové Zámky | Miskolci Jegesmedvék (89 pont)   |
| 2015–16 | DVTK Jegesmedvék           | 4-0                            | MAC Budapest         | DVTK Jegesmedvék (117 pont)      |
| 2016–17 | DVTK Jegesmedvék           | 4-1                            | MAC Budapest         | DVTK Jegesmedvék (95 pont)       |
| 2017–18 | MAC Budapest               | 4-1                            | DVTK Jegesmedvék     | DVTK Jegesmedvék (81 pont)       |
| 2018–19 | Ferencvárosi TC            | 4-1                            | SC Csíkszereda       | Ferencvárosi TC (93 pont)        |
| 2019–20 | Ferencváros és Csíkszereda | Nem volt döntő.                | –                    | HSC Csíkszereda (89 pont)        |
| 2020–21 | SC Csíkszereda             | 4-2                            | ASC Corona Brașov    | CSM Corona Brașov (82 pont)      |
| 2021–22 | SC Csíkszereda             | 4-1                            | Ferencváros          | HSC Csíkszereda (92 pont)        |
| 2022–23 | Gyergyói HK                | 4-3                            | Ferencváros          | Budapest JAHC (81 pont)          |
| 2023–24 | Corona Brașov              | 4-0                            | Ferencváros          | Ferencvárosi TC (89 pont)        |
| 2024–25 | Gyergyói HK                | 4-2                            | SC Csíkszereda       | Budapest JAHC (78 pont)          |

### Csapatok szereplése éves bontásban
| Klub                      | Szezonok | 09 | 10 | 11 | 12 | 13 | 14 | 15 | 16 | 17 | 18 | 19 | 20 | 21 | 22 | 23 | 24 | 25 |
| ------------------------- | -------- | -- | -- | -- | -- | -- | -- | -- | -- | -- | -- | -- | -- | -- | -- | -- | -- | -- |
| Ferencvárosi TC           | 17       | 7  | 5  | 5  | 5  | 6  | 6  | 7  | 6  | 7  | 7  | 1  | 1  | 3  | 2  | 2  | 2  | 6  |
| SC Csíkszereda            | 17       | 2  | 4  | 1  | 3  | 2  | 5  | 8  | 7  | 11 | 4  | 2  | 1  | 1  | 1  | 6  | 4  | 2  |
| Újpesti TE                | 17       | 3  | 2  | 8  | 8  | 7  | 7  | 6  | 5  | 3  | 6  | 3  | 3  | 6  | 5  | 10 | 6  | 8  |
| Dunaújvárosi Acélbikák    | 17       | 5  | 3  | 2  | 1  | 1  | 3  | 3  | 8  | 6  | 5  | 10 | 5  | 10 | 11 | 7  | 9  | 10 |
| Corona Brașov             | 16       |    | 7  | 6  | 4  | 5  | 2  | 4  | 9  | 5  | 3  | 6  | 6  | 2  | 7  | 4  | 1  | 4  |
| DVTK Jegesmedvék          | 14       | 9  | 6  | 3  | 2  | 3  | 4  | 1  | 1  | 1  | 2  |    |    |    | 8  | 5  | 7  | 7  |
| Titánok/FEHA19            | 13       | 10 |    | 7  | 7  |    |    |    | 3  | 8  | 8  | 7  | 8  | 9  | 10 | 8  | 10 | 9  |
| MAC Újbuda/BJA            | 8        |    |    |    |    |    |    |    | 2  | 2  | 1  |    |    | 5  | 6  | 3  | 5  | 3  |
| Debreceni EAC             | 7        |    |    |    |    |    |    |    |    |    |    | 4  | 7  | 4  | 4  | 9  | 8  | 5  |
| Gyergyói HK               | 7        |    |    |    |    |    |    |    |    |    |    | 5  | 3  | 7  | 3  | 1  | 3  | 1  |
| Vasas HC                  | 3        |    |    |    |    |    |    |    |    |    |    | 11 | 9  | 8  |    |    |    |    |
| Debreceni HK              | 3        |    |    |    |    |    |    | 5  | 4  | 4  |    |    |    |    |    |    |    |    |
| HC Nové Zámky             | 3        |    |    |    |    | 4  | 1  | 2  |    |    |    |    |    |    |    |    |    |    |
| Steaua București          | 3        | 6  |    | 9  | 6  |    |    |    |    |    |    |    |    |    |    |    |    |    |
| Budapest Stars            | 3        | 4  | 1  | 4  |    |    |    |    |    |    |    |    |    |    |    |    |    |    |
| Vienna Capitals (II.)     | 2        |    |    |    |    |    |    |    |    |    | 9  | 8  |    |    |    |    |    |    |
| Hokiklub Budapest         | 2        |    |    |    |    |    |    |    |    |    |    | 9  | 10 |    |    |    |    |    |
| Dunărea Galați            | 1        |    |    |    |    |    |    |    |    | 9  |    |    |    |    |    |    |    |    |
| HK Beograd                | 1        |    |    |    |    |    |    |    |    | 10 |    |    |    |    |    |    |    |    |
| HC Csíkszereda            | 1        | 1  |    |    |    |    |    |    |    |    |    |    |    |    |    |    |    |    |
| Progym Gyergyószentmiklós | 1        | 8  |    |    |    |    |    |    |    |    |    |    |    |    |    |    |    |    |
| Győri ETO HC              | 1        |    |    |    |    |    |    |    |    |    |    |    |    |    | 9  |    |    |    |

| Színek jelentése | Eredmény                 |
| ---------------- | ------------------------ |
| Arany            | Bajnok                   |
| Ezüst            | Döntős                   |
| Zöld             | Elődöntős                |
| Lila             | Negyeddöntős             |
| Kék              | Selejtező                |
| Fehér            | Nem jutott a rájátszásba |
| Piros            | Megszünt a szezon alatt  |

## Kontinentális Kupa
| Szezon  | Csapat                 | Második forduló | Harmadik forduló | Végső forduló |
| ------- | ---------------------- | --- | --- | --- |
| 2013–14 | DAB-Docler             | C csoport 1. helyezés | E csoport 3. hely | Nem jutott be |
| 2014–15 | Dunaújvárosi Acélbikák | C csoport 3. hely | | Nem jutott be |
| 2015–16 | Miskolci Jegesmedvék   | B csoport 2. hely | | Nem jutott be |
| 2016–17 | DVTK Jegesmedvék       | C csoport 2. hely | | Nem jutott be |
| 2017–18 | DVTK Jegesmedvék       | C csoport 1. hely | E csoport 3. hely | Nem jutott be |
| 2018–19 | MAC Budapest           | B csoport 3. hely | | Nem jutott be |
| 2019–20 | Ferencvárosi TC        | D csoport 1. hely | E csoport 4. hely | Nem jutott be |
| 2020–21 | Ferencvárosi TC        | A szezon a Covid-19 járvány miatt nem lett megrendezve, a Ferencvárosi TC a szezon kezdete előtt visszavonta szereplését. | A szezon a Covid-19 járvány miatt nem lett megrendezve, a Ferencvárosi TC a szezon kezdete előtt visszavonta szereplését. | A szezon a Covid-19 járvány miatt nem lett megrendezve, a Ferencvárosi TC a szezon kezdete előtt visszavonta szereplését. |
| 2021–22 | Ferencvárosi TC        | C csoport 3. hely | | Nem jutott be |
| 2022–23 | Ferencvárosi TC        | C csoport 3. hely | | Nem jutott be |
| 2023–24 | Ferencvárosi TC        | D csoport 1. hely | F csoport 4. hely | Nem jutott be |
| 2024–25 | Ferencvárosi TC        | D csoport 3. hely | | Nem jutott be |

## Nézettség
| Szezon  | Átlagos nézőszám | Helyezés | Legnézettebb csapat           |
| ------- | ---------------- | -------- | ----------------------------- |
| 2022–23 | 717              | 16.      | Sport Club Csíkszereda (1714) |
| 2023–24 | 798              | 16.      | Sport Club Csíkszereda (1664) |
| 2024–25 | 788              | 17.      | Sport Club Csíkszereda (1711) |